# Курейчик, Виктор Михайлович
Виктор Михайлович Курейчик (2 ноября 1945, Силистра, Болгария — 15 декабря 2023, Таганрог, Россия) — научный работник, основатель научной школы в области эволюционного моделирования и интеллектуальных САПР на юге России.

## Биография
Родился 02.11.1945 в городе Силистра, Болгария.
Занимал должности инженера, начальника лаборатории, отдела. С 1982 по 1987 года работал деканом факультета микроэлектроники и электронной техники Таганрогского радиотехнического университета . В 1987 году основал кафедру САПР. С 1993 года действительный член Российской академии естественных наук. C 1999 года по 2003 год — проректор по информатике и директор Ростовского областного центра новых информационных технологий. С сентября 2003 года по февраль 2012 года занимал должность проректора по науке Таганрогского радиотехнического университета и заместителя руководителя по научной и инновационной деятельности Южного федерального университета. В 2012 году организовал кафедру «Дискретная математика и методы оптимизации» (ДМиМО) Южного федерального университета и был избран по конкурсу заведующим этой кафедры.
Прошел научную стажировку в 1978—1979 гг. в университетах Сиракузы, Филадельфии, Балтимора, Дейтона, Нью-Йорка в США. В 1992 г. прочитал курс лекций по САПР в Мичиганском государственном университете США. В 1993—1994 гг. выиграл грант и провел научные исследования в США по генетическим алгоритмам. Выступал с программными докладами в США, Германии, Франции, Польше, Болгарии, Венгрии, Японии и других странах. В 1998 г. был участником всемирной выставки CEBIT, являлся членом программного комитета международных конгрессов и симпозиумов по САПР. С 1986 по 1992 года был президентом всесоюзной Ассоциации САПР.
Разработал теоретические основы применения методов теории графов для конструкторского проектирования дискретных устройств. Внес существенный вклад в развитие теории автоматизированного проектирования вычислительных систем на базе больших и сверхбольших интегральных схем, построения интеллектуальных систем обработки информации, баз знаний и экспертных систем САПР, эволюционного моделирования, генетических алгоритмов и их применение в САПР.
Научная деятельность представлена 635 печатными работами. Внес большой вклад в подготовку научных и педагогических кадров высшей квалификации. Под его руководством сформировалось и успешно функционирует научная школа в области эволюционного моделирования и интеллектуальных САПР, в рамках которой им подготовлены 60 кандидатов и 8 докторов наук. Являлся старшим членом IEEE США, членом американского математического общества, членом американского библиографического института, заместителем председателя Совета по защите докторских диссертаций Южного федерального университета, председателем оргкомитета постоянно действующей с 1981 года международной конференции «Интеллектуальные САПР».

## Награды и звания
1. «Заслуженный деятель науки РФ», 1997 г.;
2. «Почетный работник высшего профессионального образования»;
3. «Действительный член Российской Академии Естественных Наук»;
4. Почетный знак Академии Естественных наук «За заслуги в развитии науки и экономики», 1999 г.;
5. Серебряная юбилейная медаль Российской Академии Естественных наук — 10 лет, 1990—2000 гг.;
6. Памятная медаль Академии Естественных наук «Автор научного открытия», за разработку вопросов теории систем автоматизации проектирования СБИС на основе эволюционного моделирования";
7. Медаль ордена «За заслуги перед Отечеством» ст, награда № 59194, 2002 г.;
8. Действительный член академии инженерных наук Российской Федерации;
9. Действительный член международной академии наук высшей школы;
10. Вице-президент Российской ассоциации искусственного интеллекта;
11. Лауреат премии губернатора Ростовской области «Лучший ученый Дона», 2001 г.

Член редколлегий центральных журналов России — «Открытое образование», «Информационные технологии», «Программные продукты и системы», «Известия ЮФУ. Технические науки», главный редактор отечественного теоретического и научно — методического журнала «Информатика, вычислительная техника и инженерное образование».